# SM U-55
El SM U-55 fue un submarino de la Armada Imperial alemana de la Primera Guerra Mundial (Deutsche Kaiserliche Marine), conocido por hundir con tres torpedos el 17 de julio de 1918 al transatlántico RMS Carpathia; buque conocido como el salvador de los 712 supervivientes del RMS Titanic en 1912.
A lo largo de su carrera realizó 14 patrullas en las que hundió 64 mercantes con un total de 133 742 t de registro bruto, dañó otros 7 con 26 161 t de registro bruto y capturó 2 con un total de 4616 t de registro bruto.